# Yako
Yako é uma cidade no norte do Burquina Fasso, anteriormente capital de um pequeno estado. Fica a 109 quilómetros noroeste de Uagadugu. Yako é conhecida pela sua grande mesquita e por ser a terra natal de Thomas Sankara.

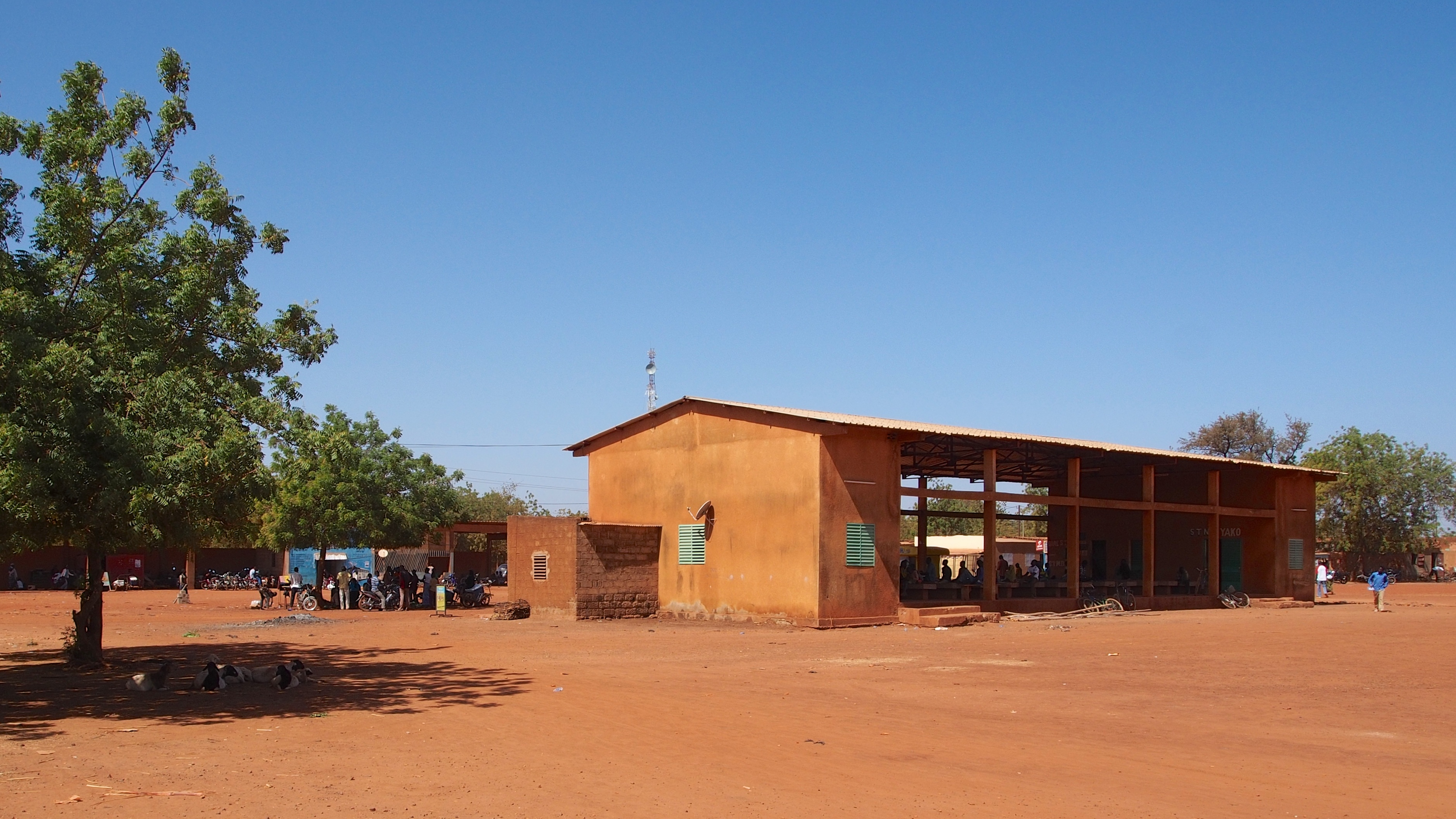
Estação de ônibus de Yako